# Damage CTRL
Palmarès
Voir ici
Damage CTRL (ou Damage Control) était un clan de catcheuses composé de Dakota Kai, IYO SKY, Kairi Sane et Asuka.

## Histoire du groupe

### World Wrestling Entertainment (2022-...)

#### Création du clan, double capture des titres féminins par équipe de la WWE et diverses rivalités (2022-2023)
Le 30 juillet 2022 à SummerSlam, Bayley effectue son retour de blessure après 9 mois d'absence, mais est accompagnée de ses deux nouvelles partenaires : Dakota Kai et IYO SKY, avec qui elle forme officiellement le clan. Les trois femmes confrontent la championne de Raw, Bianca Belair, qui venait de conserver son titre contre Becky Lynch, mais l'Irlandaise prête main-forte à son ancienne rivale. Deux soirs plus tard à Raw, elles interrompent le match entre Alexa Bliss et Asuka en les attaquant toutes les deux. Un peu plus tard, IYO SKY fait ses débuts dans le show rouge face à The EST of WWE, mais leur match se termine en No Contest, car ses deux partenaires provoquent une bagarre générale entre les six femmes. Le 29 août à Raw, Dakota Kai et IYO SKY ne remportent pas les titres féminins par équipe de la WWE, battues par Raquel Rodriguez et Aliyah en finale du tournoi. Le 3 septembre à Clash at the Castle, le trio féminin bat Bianca Belair, Alexa Bliss et Asuka dans un 6-Women Tag Team match. Neuf soirs plus tard à Raw, Dakota Kai et IYO SKY deviennent les nouvelles championnes par équipe de la WWE en prenant leur revanche sur ses mêmes adversaires, qui les avaient battues quatorze jours auparavant, remportant les titres pour la première fois de leurs carrières et leurs premier titres dans le roster principal.
Le 8 octobre à Extreme Rules, Bayley ne remporte pas le titre féminin de Raw, battue par Bianca Belair dans un Ladder match, malgré l'aide de ses deux partenaires en sa faveur. Le 31 octobre à Raw, le trio féminin attaque la championne de Raw après sa victoire sur Nikki Cross, mais Alexa Bliss et Asuka viennent à la rescousse de la première. Plus tard dans la soirée, Dakota Kai et IYO SKY perdent face à The Goddess et The Empress of Tomorrow, ne conservant pas leurs titres et mettant fin à un règne de 49 jours. Cinq soirs plus tard à Crown Jewel, elles redeviennent championnes par équipe de la WWE, pour la seconde fois, en prenant leur revanche sur leurs mêmes adversaires. Un peu plus tard, Bayley ne remporte pas la ceinture du show rouge, rebattue par sa même adversaire dans un Last Women Standing match. Le 26 novembre aux Survivor Series WarGames, Nikki Cross, Rhea Ripley et le trio féminin perdent face à Alexa Bliss, Asuka, Mia Yim, Becky Lynch et Bianca Belair dans un Women's WarGames match.
Le 28 janvier 2023 au Royal Rumble, elles entrent respectivement dans le Royal Rumble match féminin en 6e, 9e et 10e positions. Le trio féminin élimine ensemble Dana Brooke, Roxanne Perez, Natalya et Shayna Baszler. IYO SKY et Dakota Kai éliminent ensuite Candice LeRae et Emma avant d'être éliminées par Becky Lynch. Bayley élimine l'Irlandaise avant d'être éliminée par Liv Morgan.
Le 1er avril à WrestleMania 39, les trois femmes perdent face à Trish Stratus, Lita et Becky Lynch dans un 6-Women Tag Team match. Le 28 avril à SmackDown, lors du Draft, elles sont annoncées être officiellement transférées au show bleu par Shawn Michaels. Le 22 mai, Dakota Kai souffre d'une déchirure du ligament du genou, survenue il y a trois soirs à SmackDown, va devoir subir une intervention chirurgicale et s'absenter pour une durée indéterminée.

#### Captures de la mallette Money in the Bank, du titre féminin de la WWE, arrivées de Kairi Sane, Asuka, triple capture des titres féminins par équipe et départ de Bayley (2023-2024)
Le 1er juillet à Money in the Bank, IYO SKY remporte la mallette. Le 5 août à SummerSlam, après la victoire de Bianca Belair sur Asuka et Charlotte Flair pour le titre féminin de la WWE, la Japonaise attaque les trois femmes avec sa mallette, l'encaisse et devient la nouvelle championne de la WWE en battant la première, remporte le titre pour la première fois de sa carrière et son second titre personnel.
Le 7 octobre à Fastlane, elle conserve son titre en battant sa compatriote (Asuka) et The Queen dans un Triple Threat match. Le 4 novembre à Crown Jewel, elle conserve son titre en battant Bianca Belair, aidée par une intervention extérieure de son autre compatriote, Kairi Sane, de retour après 3 ans d'absence. Six soirs plus tard à SmackDown, le match qui oppose Bayley, IYO SKY et Kairi Sane à Asuka, Bianca Belair et Charlotte Flair se termine en No Contest, car The Empress of Tomorrow effectue un Heel Turn en envoyant du Blue Mist sur sa seconde ex-partenaire et rejoint officiellement le clan. Le 25 novembre aux Survivor Series: WarGames, les quatre femmes du clan perdent face à Bianca Belair, Becky Lynch, Charlotte Flair et Shotzi dans un Women's WarGames match.
Le 26 janvier 2024 à SmackDown, Asuka et Kairi Sane redeviennent championnes par équipe, pour la seconde fois, en battant Katana Chance et Kayden Carter. Le lendemain au Royal Rumble, Bayley, Asuka et Kairi Sane entrent respectivement dans le Royal Rumble match féminin en 3e, 7e et 11e positions. La première le remporte en éliminant successivement Candice LeRae (aidée de ses deux partenaires), Indi Hartwell, Tegan Nox, Maxxine Dupri, Tiffany Stratton, Bianca Belair et Liv Morgan en dernière. Elle bat également le record de la plus longue participation avec 63 minutes de présence sur le ring, détrônant ainsi Rhea Ripley (61 minutes). De leurs côtés, les deux Japonaises sont toutes deux éliminées par Katana Chance et Kayden Carter. Six soirs plus tard à SmackDown, Bayley effectue un Face Turn et choisit officiellement IYO SKY comme adversaire pour WrestleMania XL, car les trois Japonaises de son propre clan se retournent contre elle. Le 1er mars à SmackDown, Dakota Kai fait son retour de blessure après 9 mois et demi d'absence aux côtés de Bayley, mais le combat contre les Kabuki Warriors se termine en match nul, car la Néo-Zélandaise se retourne également contre son ancienne leader et prend le commandement du clan.
Le 6 avril à WrestleMania XL, Dakota Kai, Asuka et Kairi Sane perdent face à Jade Cargill, Naomi et Bianca Belair dans un 6-Women Tag Team match. Le lendemain, IYO SKY ne conserve pas sa ceinture, battue par Bayley, ce qui met fin à un règne de 246 jours. 

#### Retour àRaw, perte des titres féminins par équipes, capture de la ceinture mondiale féminine et dissolution (2024-2025)
Le 29 avril à Raw, lors du Draft, le quartet est annoncé être officiellement transféré au show rouge par Stephanie McMahon. Le 4 mai à Backlash, Asuka et Kairi Sane ne conservent pas leurs ceintures, battues par Bianca Belair et Jade Cargill. Trois jours plus tard, il est annoncé qu'Asuka souffre d'une blessure de nature inconnue et doit s'absenter pour une durée indéterminée.
Le 29 juillet à Raw, les trois catcheuses du clan effectuent un Face Turn et attaquent Pure Fusion Collective (Sonya Deville, Shayna Baszler et Zoey Stark). Le 13 août, Dakota Kai souffre d'une blessure au genou et doit s'absenter entre 8 et 10 semaines. 
Le 2 novembre à Crown Jewel, IYO SKY et Kairi Sane ne remportent pas les ceintures par équipes, battues par Bianca Belair et Jade Cargill dans un Fatal 4-Way Tag Team match qui inclut également Chelsea Green, Piper Niven et Meta-Four. 9 soirs plus tard à Raw, Dakota Kai fait son retour de blessure, retrouve ses deux partenaires et ensemble, les trois catcheuses battent Pure Fusion Collective dans un 6-Women Tag Team match. Le 30 novembre aux Survivor Series: WarGames, Bianca Belair, Bayley, Naomi, Rhea Ripley et IYO SKY battent Nia Jax, Candice LeRae, Tiffany Stratton, Liv Morgan et Raquel Rodriguez dans un Women's WarGames match.
Le 3 janvier 2025, Kairi Sane souffre d'une blessure au bras gauche et doit s'absenter pour une durée indéterminée. 24 jours plus tard, la catcheuse néo-zélandaise souffre d'une commotion cérébrale et doit s'absenter pour une durée indéterminée. Le 1er février 2025 au Royal Rumble, IYO SKY entre dans le Women's Royal Rumble match en première position, élimine Sonya Deville avant d'être elle-même éliminée par la catcheuse samoane après 66 minutes de match. Le 3 mars à Raw, elle devient la nouvelle championne du monde en battant Rhea Ripley, remporte le titre pour la première fois de sa carrière et son second titre personnel dans le roster principal.
Le 20 avril à WrestleMania 41, elle conserve son titre en rebattant la catcheuse australienne et en battant Bianca Belair dans un Triple Threat match. Le 2 mai, Dakota Kai est licenciée par la compagnie. Le 15 juin, il est révélé que le clan est dissout suite au licenciement de la catcheuse néo-zélandaise et à l'inactivité de deux des trois catcheuses japonaises.

## Membres du groupe
| *  | Membres fondateurs |
| L  | Leader             |
| AL | Ancienne Leader    |

| Nom        | Nom  | Arrivée          | Départ         | Titres                                                                                           |
| ---------- | ---- | ---------------- | -------------- | ------------------------------------------------------------------------------------------------ |
| Bayley     | * AL | 30 juillet 2022  | 2 février 2024 | Vainqueure du Royal Rumble (2024)                                                                |
| Dakota Kai | *    | 30 juillet 2022  | 2 mai 2025     | 2 fois championne par équipe de la WWE                                                           |
| IYO SKY    | *    | 30 juillet 2022  | 2 mai 2025     | 2 fois championne par équipe de la WWE 1 fois Miss Money in the Bank 2 fois championne de la WWE |
| Kairi Sane |      | 4 novembre 2023  | 2 mai 2025     | 1 fois championne par équipe de la WWE                                                           |
| Asuka      |      | 10 novembre 2023 | 2 mai 2025     | 1 fois championne par équipe de la WWE                                                           |

## Palmarès
- World Wrestling Entertainment
  - 3 fois championnes par équipe de la WWE - Dakota Kai et IYO SKY (2 fois) - Asuka et Kairi Sane (1 fois)
  - 1 fois Miss Money in the Bank (2023) - IYO SKY
  - 1 fois championne de la WWE - IYO SKY
  - Vainqueure du Royal Rumble (2024) - Bayley